# Videogiochi nel 2021

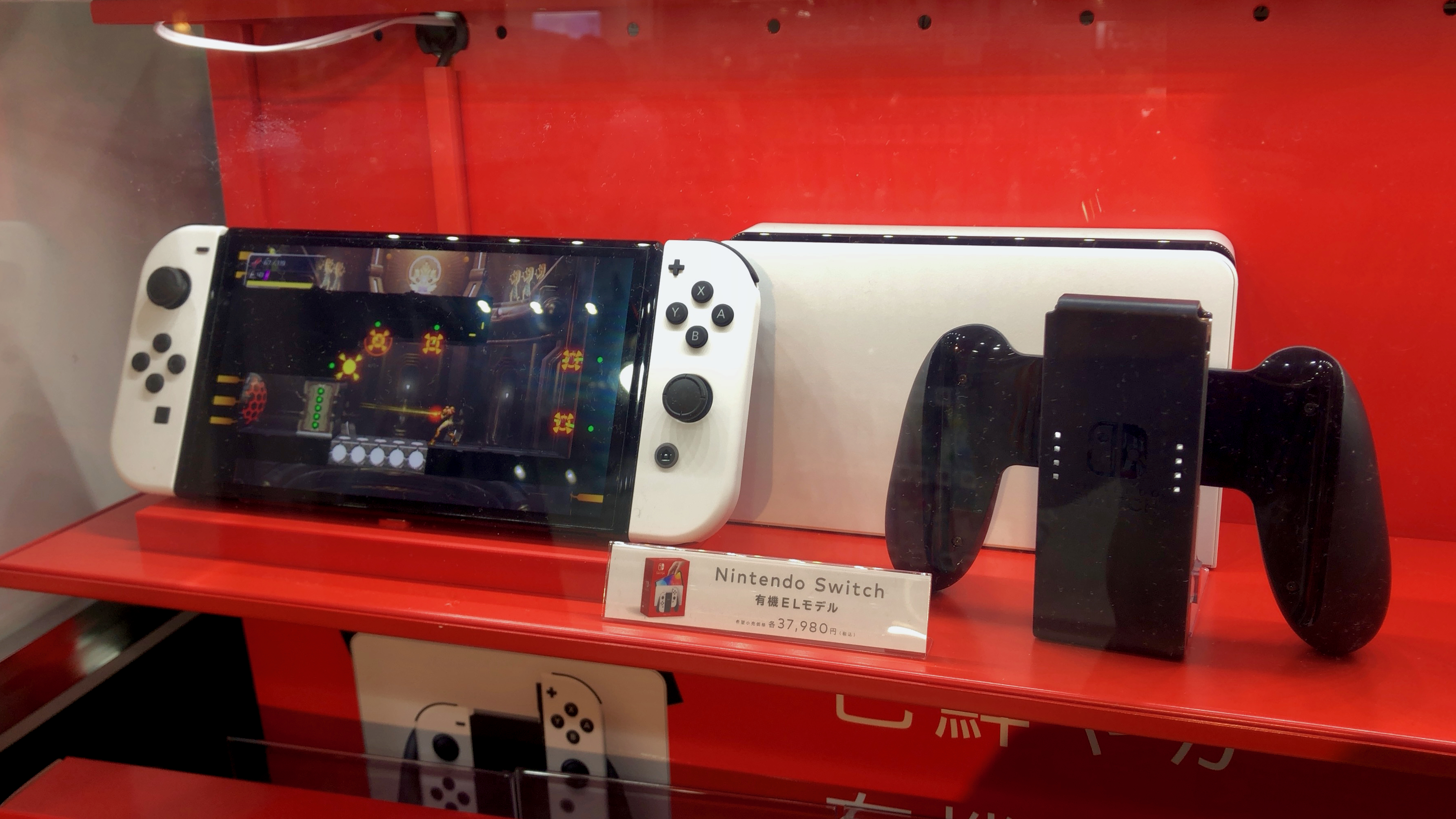
Una Nintendo Switch OLED che esegue Metroid Dread

Eventi rilevanti avvenuti nell'industria dei videogiochi nel 2021. 
Per un elenco delle voci su giochi usciti nell'anno vedi Categoria:Videogiochi del 2021.

## Eventi
- Hades, uscito quest'anno nelle conversioni per console da tavolo, è il primo videogioco a vincere un Premio Hugo[1].
- 15 maggio - Esce la console PlayStation 5 in Cina.
- Esce la retro-console Analogue Pocket.
- Si conclude la causa Epic Games contro Apple.

## Classifiche
- I 10 giochi più venduti secondo le statistiche di VGChartz sono, in ordine decrescente: Super Mario 3D World (Switch), Mario Party Superstars, It Takes Two, Metroid Dread, Tales of Arise, Little Nightmares 2, Guilty Gear -STRIVE-, Deathloop, Forza Horizon 5, Halo Infinite[2].
- I 10 giochi più apprezzati dalla critica secondo le statistiche di Metacritic sono, in ordine decrescente: Disco Elysium: The Final Cut, The House in Fata Morgana: Dreams of the Revenants Edition (Switch), Tetris Effect (Switch), Hades (console fisse), Forza Horizon 5, Final Fantasy XIV: Endwalker, Psychonauts 2, Microsoft Flight Simulator (Xbox X/S), Tony Hawk's Pro Skater 1 + 2 (PS5), Chicory: A Colorful Tale[3].